# Storia dell'Associazione Sportiva Gubbio 1910
Questa voce tratta la storia dell'Associazione Sportiva Gubbio 1910 dalla fondazione a oggi.

## Storia

### Dalla nascita agli anni 1920
Il calcio a Gubbio arriva per la prima volta nel 1910, portato dal sacerdote don Bosone Rossi fondatore nel 1908 dell'associazione giovanile SPES (Società per Esercizi Sportivi di Gubbio), costola sportiva del Circolo Silvio Pellico. C'è però bisogno di attendere qualche anno (più precisamente il 25 marzo 1913) per assistere alla nascita ufficiale di una vera e propria sezione calcistica.
Poi col passare degli anni gli appassionati aumentano considerevolmente, tanto che alla fine degli anni 1920 la squadra eugubina prende parte ai primi campionati regionali, dopo aver partecipato per diverso tempo ad incontri amichevoli con le formazioni umbre. E lo fa disputando le gare casalinghe al San Benedetto, quella che successivamente verrà ribattezzata la Fossa dei Leoni e che resterà per quasi cinquant'anni la casa del calcio eugubino. Nel 1928-1929 il Gubbio partecipa quindi al Campionato Umbro ULIC, superando la prima fase.

### Anni 1930
L'anno seguente, nel 1930, prende parte al Campionato Regionale Umbro di Terza Divisione al quale partecipano anche: Juventus Foligno, Orvietana, Perugia, Tiberis, Tiferno e Virtus Spoleto. Il campionato viene vinto dal Perugia. Anche nel 1931 il Gubbio partecipa al campionato di Terza Divisione, che è diviso in due gironi, e approda alle fasi finali, senza però ottenere il successo. Nell'anno successivo il Gubbio partecipa al Campionato regionale di Seconda Divisione.
Dopo un paio di anni in cui i campionati subiscono diverse modifiche, nel 1936 i rossoblù partecipano regolarmente al campionato di Prima Divisione regionale, incontrando compagini quali Ternana, Perugia e Foligno ed assumendo subito un ruolo da protagonista, riuscendo anche a cogliere la vittoria sul campo, ma non la promozione a causa di un tesseramento irregolare che costò tre sconfitte a tavolino. Nel 1938, oltre al campionato di Prima Divisione, si disputa per la prima volta la Coppa dell'Italia Centrale, a cui partecipano squadre in rappresentanza di Umbria, Marche e Abruzzo. Il Gubbio termina secondo, ma nel 1939, dopo la ristrutturazione dei campionati di Serie C, finalmente viene ammesso e gioca per la prima volta fuori regione contro squadre del centro quali Cagliari ed Ascoli.

### Anni 1940

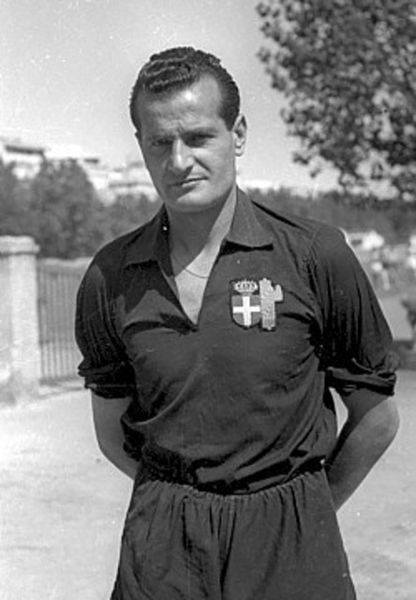
Guido Masetti, l'allenatore della storica promozione in Serie B nel 1946-1947.

Lo scoppio della seconda guerra mondiale impedisce al Gubbio di prendere parte al campionato nazionale, così prima dello stop dei tornei, nel 1941, affronta un'altra stagione nella Prima Divisione regionale. Terminato il conflitto, l'U.S. Gubbio, questa la denominazione, riparte con la voglia e l'entusiasmo di ricominciare a vivere dopo i dolorosi fatti bellici. Nel 1945, l'Umbria del calcio si divide in tre gironi, con le maggiori città che partecipano, in attesa della ripresa dei regolari campionati. Nel 1946, ancora una volta si riparte dalla Serie C, Girone B Lega Centro.

#### La storica promozione in Serie B
L'anno successivo il Gubbio raggiunge il risultato più prestigioso della sua storia: nel 1947, dopo aver conquistato il primo posto nel girone B di Lega Centro della Serie C, con spareggio di Pesaro contro il Baracca Lugo, vinto per 2-0, e dopo aver conquistato il primo posto in un girone di spareggio contro le prime degli altri raggruppamenti, il Gubbio è promosso in Serie B. Nella stagione successiva, Il Gubbio viene inserito nel girone C del campionato cadetto, che vedrà la vittoria finale del Palermo davanti a Pisa, Lecce e Taranto.

Alessandro Fornasaris, attaccante e leader del Gubbio a fine anni 1940.

Il Gubbio conclude la stagione a ridosso di Rieti e Perugia, senza riuscire a evitare la retrocessione. La serie cadetta dura solo un anno, anche per via della riorganizzazione che prevedeva numerose retrocessioni. Lo sforzo economico profuso per la scalata in B si fa sentire e nella stagione 1948-1949 arriva un'altra retrocessione, con annessa bancarotta economica e conseguente discesa nei tornei regionali.

### Anni 1950 e 1960
I rossoblù resteranno relegati nel calcio regionale sino alla stagione 1957-1958, alternando buone annate (nel 1956 perde lo spareggio per la promozione in IV Serie contro il Bastia) ad altre peggiori. Proprio la stagione 1957-1958, conclusa al primo posto, consegna al Gubbio il pass per tornare nelle categorie superiori. Ma la gioia durerà poco, perché nella stagione 1960-1961 i rossoblù torneranno a giocare nei confini regionali retrocedendo dalla neonata Serie D.
La squadra di allora attinge a piene mani dal vivaio locale, specie quello dell'Intrepida San Secondo (con il quale si fonderà nel 1963) e del Rapid Gubbio. Dopo aver sfiorato la promozione nel 1963 e nel 1964, finalmente nella stagione 1964-1965 arriva l'annata dei record: la squadra eugubina, affidata a Mario Mancini, trionfa nel campionato di Promozione Regionale chiudendo la stagione imbattuta; artefice dell'impresa è una squadra giovane ma di grande valore tecnico e morale, trascinata dai gol del bomber perugino Marcello Cagnazzo.
Marcello Cagnazzo, Mario Nofri, Sauro Cecchini, Corrado Cerafischi, Toni Ferrari, Carlo Rossi, Paolo Flamini, Angiolo Belardi, Franco Spogli, Brandelli, Ciardi, Mariucci, Palicca, Cecchetti, Baldelli.
L'anno seguente il Gubbio retrocede di nuovo, e nella stagione 1966-1967 perde alla monetina lo spareggio contro l'Orvietana per salire in Serie D. L'anno successivo (stagione 1967-1968) il Gubbio vince lo spareggio contro l'Angelana per 2-0, ma non può gioire perché a fine campionato la squadra assisana beneficia di un punto in più dopo aver presentato ricorso per una gara persa contro lo Spello. Il ritorno sul palcoscenico nazionale è tuttavia rimandato solo di una stagione: nel 1968-1969 il Gubbio domina il campionato, nonostante debba scontare 12 turni di squalifica del campo (eredità di un'invasione dei tifosi ad Assisi avvenuta nella stagione precedente).

### Anni 1970
Il nuovo decennio si apre con una bella stagione in Serie D (1969-1970), mentre nell'annata 1974-1975, nella stagione che segna l'addio allo stadio "San Benedetto", il Gubbio retrocede nella Promozione Regionale.
Il nuovo stadio è il Beniamino Ubaldi: per due stagioni consecutive gli eugubini mancano il ritorno nella vecchia quarta serie, ma finalmente nel 1977-1978, anno in cui la squadra gioca per la prima volta al Polisportivo San Biagio, la squadra vince il campionato imponendosi ai danni dell'Ortana e presentando nell'undici titolare molti giovani eugubini. L'euforia del successo viene però oscurata dall'ennesima retrocessione che segna in negativo l'annata 1978-1979. Il Gubbio torna così nei campionati regionali.

### Anni 1980

Massimo Cacciatori chiuse la carriera tra le file del Gubbio, contribuendo nel 1987 al ritorno dei rossoblù, dopo quasi quarant'anni, nel calcio professionistico.

Gli anni 1980 si riveleranno un continuo crescendo di emozioni e soddisfazioni. L'altalena del ventennio precedente finisce in soffitta e la società, pur gettando le basi gradualmente, riesce a creare un gruppo vincente e capace di reggere il peso delle nuove sfide. Nella 1979-1980 i rossoblù, imbottiti di giovani, colgono un buon piazzamento nella massima divisione regionale, ripetendosi l'anno successivo dove chiudono al terzo posto dietro Elettrocarbonium e Nocera Umbra. Ma in estate la Federazione ripesca il Gubbio in Interregionale, e da quel momento in poi i tornei umbri resteranno un lontano ricordo. Nel 1981-1982 la squadra si fa rispettare, conquistando la salvezza. Il copione verrà ripetuto anche nelle successive due stagioni, anticamera del vero e proprio salto di qualità che coincide con la stagione 1984-1985, quando la società chiama in panchina Fiorindi. Il Gubbio chiude il campionato al terzo posto dietro a Pro Cisterna e Latina, aprendo di fatto un vero e proprio ciclo che culminerà nelle successive due stagioni in due finali a dir poco mozzafiato.
Nel 1985-1986, con Massimo Roscini alla guida, i rossoblù duellano a lungo con Riccione (allenata da Alberto Zaccheroni) e Vis Pesaro. Al termine del campionato tutte e tre le squadre arrivano appaiate a pari punti, e per decretare la squadra che salirà in Serie C2 si ricorre ad uno spareggio a tre. Il Gubbio batte 2-0 il Riccione, ma perde la sfida decisiva con la Vis Pesaro per 1-0 e vede sfumare il ritorno nei professionisti.

#### Il ritorno in Serie C2
Nel 1986-1987 l'avversaria principale è il Poggibonsi, capace di battere i rossoblù sia all'andata (1-0 in Toscana) che al ritorno (2-0 in Umbria). Al termine delle 30 gare stagionali, ancora una volta, la vetta è in coabitazione e costringe le squadre a ricorrere allo spareggio. Il 17 maggio 1987 al Renato Curi di Perugia, davanti ad oltre 20.000 persone (di cui 12.000 provenienti da Gubbio), un gol dell'attaccante eugubino Rosario Zoppis al 113' regala al Gubbio la tanto sospirata promozione alla compagine guidata in panchina da Giampaolo Landi.
La stagione 1987-1988 segna il ritorno dei grandi derby contro Perugia e Ternana e si chiude con un sorprendente terzo posto dietro a Casarano e ai perugini, ma è anche l'annata che segna l'arrivo a Gubbio di Candido Di Felice, votato poi come il "calciatore del secolo" del calcio eugubino. L'anno seguente, con il cambio in panchina (a Landi succede Francesco Giorgini, "teorico" della zona), la formula si rivela ancora una volta vincente, tanto che la squadra sogna a lungo il primato prima di rallentare nella seconda parte di stagione e chiudere comunque al quarto posto.

Una formazione del Gubbio scesa in campo nel corso del campionato di Serie C2 1987-1988

Va addirittura meglio nella stagione 1989-1990, quando il Gubbio si laurea campione d'inverno chiudendo il girone d'andata in vetta; poi un'altra flessione costa cara agli eugubini che nel girone di ritorno perdono terreno, terminando il campionato al quinto posto. Ma a scuotere l'ambiente è piuttosto la scomparsa dello storico direttore sportivo Mario Mancini, deceduto il 6 luglio 1990 a seguito di un malore mentre tornava a casa da Milano, sede del mercato estivo.

### Anni 1990
Gli anni 1990 si aprono dunque nel segno del dolore. La stagione 1990-1991, la penultima con Francesco Giorgini in panchina, termina con un altro quinto posto in Serie C2, ma è il preludio ad una fase davvero buia. Nel 1991-1992 il giocattolo va in frantumi e la squadra retrocede mestamente nei dilettanti. Giorgini viene esonerato e poi richiamato in panchina, ma né Uliano Vettori, né Carlo Ripari nel finale di stagione riescono a raddrizzare la situazione.
Il contraccolpo è forte, anche perché in Interregionale il Gubbio non riesce a rinverdire i fasti degli anni 1980. Nel 1992-1993 arriva una salvezza stentata, mentre mel 1993-1994, anno che segna il ritorno in panchina di Massimo Roscini, con una squadra piena di giovani (tra cui Davide Baiocco, futuro protagonista di molti campionati in Serie A e B), il Gubbio si rende protagonista di un'annata decisamente positiva, impreziosita dalla vittoria per 1-0 sulla Fermana, e condizionata solo da un vistoso calo nel finale di stagione, che pure viene chiusa onorevolmente al quarto posto.

#### La caduta in Eccellenza
Nel 1994-1995 la squadra attraversa un anno di transizione, ma il 1995-1996 si rivelerà l'anno più difficile e drammatico della storia del calcio eugubino. Mario Palazzi parte bene inanellando 4 risultati utili consecutivi, ma poi dopo un pareggio casalingo con il San Marino viene esonerato (il suo score sarà di 8 punti in 11 partite, in cui pareggerà anche con l'Arezzo di Serse Cosmi). Il Ds Calagreti gli preferisce Walter Sabatini (che oggi è più noto come D.S.) che racimolerà 5 punti frutto di 5 pareggi in 15 partite: 10 sconfitte e nessuna vittoria. Al suo posto arriverà Mario Lisarelli, tecnico del posto, che nonostante vinca 2 delle sue prime 4 partite (alla fine in 8 gare totalizzerà 9 punti) non riuscirà a evitare la retrocessione nell'Eccellenza umbra. La crisi societaria lascia presupporre che dopo ottantasei anni di storia il calcio a Gubbio abbia fatto il suo tempo. E quando ormai tutto sembra compromesso, ecco che una cordata di imprenditori locali, guidata da Guerriero Tasso, grazie al supporto dei due gruppi industriali Colacem e Cementerie Barbetti si fa carico di risollevare le sorti della società e di inaugurare un nuovo corso destinato a riportare la Gubbio del calcio nel mondo professionistico.
La stagione 1996-1997 si dimostra subito vincente: i rossoblù, affidati a Mario Vivani, prendono subito la testa del campionato di Eccellenza umbra, festeggiando con tre giornate d'anticipo il ritorno in Interregionale. Cristiano Cau è il protagonista grazie alle 13 reti realizzate. La squadra fa strada anche in Coppa Italia, vincendo la fase regionale (in finale battuto il Cesi per 2-1) ma uscendo in semifinale contro l'Ivrea (vittoria per 2-1 al San Biagio, sconfitta per 1-0 in Piemonte).

#### Il rientro tra i professionisti
L'anno successivo, se possibile, il Gubbio fa ancora meglio: con Leonardo Acori in panchina, gli eugubini sbaragliano la concorrenza e stravincono il girone E di Interregionale, prima squadra italiana a festeggiare la promozione grazie al successo per 2-0 sulla Colligiana (doppietta di Pino Lorenzo) datato 22 marzo 1998. In due sole stagioni il Gubbio ritrova il calcio professionistico, potendo vantare anche elementi di grande talento quali Giovanni Vecchini, Alessandro Giacometti, Fausto Mattioli, Marco Bignone, Simone Martinetti, Fabrizio Caracciolo, Cristiano Cau, Matteo Galassi, Cristian Finauro, Pino Lorenzo e Felice Parisi, nuovo beniamino del popolo eugubino.
La stagione 1998-1999 accoglie di nuovo il Gubbio in Serie C2, con Acori confermato in panchina e l'ossatura della squadra rimasta simile all'annata precedente. I rossoblù partono bene e si inseriscono subito nella lotta per un posto play-off, che però mancano all'ultima giornata pareggiando per 2-2 in casa della Viterbese. A fine campionato Acori saluta e al suo posto viene chiamato Ettore Donati. La stagione 1999-2000 è però più povera di soddisfazioni rispetto alle precedenti: la squadra stenta a decollare, nonostante gli arrivi di elementi del calibro di Massimiliano Lazzoni, Massimo Epifani e Giovanni Cornacchini (arrivato per la verità a gennaio del 1999 in sostituzione di Lorenzo). A tre giornate dal termine la situazione di classifica è preoccupante, e il pari in casa con la Vis Pesaro induce la società ad esonerare Donati e chiamare al suo posto Paolo Dal Fiume.
La provvidenziale vittoria sulla Triestina alla penultima giornata (2-1 con reti di Gianluca Panisson e del giovane Moreno Zebi) sigilla una salvezza sofferta ma meritata. Più o meno un andazzo simile è quello che la storia riserva per la stagione 2000-2001, con la squadra affidata ancora a Dal Fiume, ma incapace di inserirsi nel discorso per il vertice. Il pass per la salvezza viene ottenuto ancora una volta con una giornata d'anticipo, ma il campionato si chiude senza squilli e a fine stagione dopo cinque anni lasciano siano il presidente Guerriero Tasso, sia il direttore sportivo Domenico Sfrappa. Inevitabile anche l'addio di Paolo Dal Fiume.

### Anni 2000
Così nell'estate del 2001 si apre una nuova era: alla presidenza ecco Massimo Lupini, sulla poltrona di diesse siede Claudio Crespini e in panchina arriva Marco Alessandrini. Cambia radicalmente volto anche la squadra, che annovera sotto la voce arrivi tra gli altri Claudio Clementi, Giovanni Cipolla, Antonio Rizzo, Maurizio De Pascale e Salvatore Papa. L'avvio di stagione è entusiasmante ed il Gubbio, inserito in un girone dal tasso tecnico elevatissimo (con Teramo, Brescello, Mantova, Rimini e Sambenedettese), s'inserisce nel discorso promozione. A metà stagione è in piena zona play-off e vi rimane fino a marzo, quando inevitabilmente paga dazio agli infortuni e ad una panchina non propriamente lunga dilapidando il consistente bottino di punti raccolti nei primi due terzi di stagione. Alla fine chiuderà settimo con 53 punti.
La bontà del lavoro svolto, però, verrà certificata dai risultati ottenuti nella stagione 2002-2003. Lo staff tecnico resta immutato, mentre la rosa viene ampliata con gli innesti di Fabio Fabbri, Alessandro Sandreani, Andrea Orocini e Mathieu Bochu, francese che a gennaio finirà alla Florentia Viola. Alla presidenza, invece, sale Giovanni Urbani. Il Gubbio parte in sordina ma ben presto si attesta nelle prime cinque posizioni, restando incollate prime in classifica, tra cui vi è la Florentia Viola, ovvero la società dalla quale riemerge la defunta Fiorentina. Il campionato alla lunga prende inevitabilmente la via di Firenze, anche se nella gara di ritorno disputata a Gubbio il 16 marzo solo la traversa impedisce a Cipolla di firmare uno storico successo (rigore fallito al 90'), con la gara che si chiude sullo 0-0. I rossoblù comunque nel finale di stagione tengono botta e difendono il terzo posto, prendendo parte per la prima volta nella loro storia ai play-off. In semifinale contro il Castelnuovo la paura dura lo spazio di una mezzora, poiché dopo essere andato sotto di due reti nel finale il Gubbio trova il 2-2 grazie a Rizzo e Panisson, mentre nella gara di ritorno non c'è storia a la gara termina 3-0 (reti di Sandreani, Rizzo e Bartolini). In finale, contro il Rimini, al San Biagio un discusso rigore concesso per fallo ai danni di Ricchiuti, e trasformato da Bordacconi, spiana la strada al successo riminese. L'1-0 dell'andata è sufficiente alla compagine guidata dall'ex Acori per conquistare la promozione, in virtù anche dello 0-0 della gara di ritorno in Romagna.
Ma la grande stagione del calcio eugubino di inizio millennio non è ancora esaurita: nel campionato 2003-2004 cambia l'allenatore, con Ruggero Cannito che sostituisce Marco Alessandrini, e cambiano pure molte facce nello spogliatoio (se ne vanno Clementi, Rizzo e Mattioli), ma la miscela sembra funzionare a dovere, seppur nel girone d'andata la squadra fatichi a trovare il passo giusto, incappando in quale pari di troppo. La situazione migliora nel girone di ritorno, ma il 22 marzo 2004, dopo il pari interno con il Montevarchi, la società dà in benservito a Cannito e chiama Giuseppe Galderisi, con l'intento di riconquistare la zona play-off. L'avvento del nuovo tecnico ha l'effetto di una scossa refrigerante per la squadra che offre un calcio bellissimo e spettacolare, ottenendo in sole 6 giornate l'accesso matematico ai play-off (memorabile il successo per 3-1 a Gualdo Tadino). Contro la Sangiovannese di Maurizio Sarri, però, la maledizione si ripete: il Gubbio vince in casa per 2-1 (reti di Ferrari e Turchetta), ma al ritorno cede di misura per 1-0 ed esce in virtù del peggior piazzamento durante la stagione regolare. Si chiude un ciclo di grandi soddisfazioni, con Urbani, Crespini e Galderisi che passano la mano.

#### Da Bedini all'era Fioriti
Nel 2004-2005 si assiste a numerosi cambiamenti: alla presidenza sale Umberto Bedini, in panchina arriva Ezio Castellucci, voluto dal nuovo direttore sportivo Antonio Frasca. Anche la rosa è soggetta a numerose novità, con gli innesti di Federico Tafani, Daniel Alberto Chafer ed Emanuele Tresoldi. La stagione comincia molto male, e solo alla settima giornata arriva la prima vittoria (2-1 a Roma con la Lodigiani). Una lenta ma convincente risalita porta la squadra a ridosso della zona play-off, e nuova linfa arriva grazie all'innesto a gennaio di Gianluca De Angelis, che in 19 gare firmerà 10 reti. Per molti sembra di rivivere il film visto nella precedente stagione, ma stavolta l'epilogo è beffardo perché all'ultima di campionato, con il 2-2 subito in rimonta a Castel San Pietro, il Gubbio cede il quinto posto al Forlì e saluta i play-off.
La stagione successiva, però, la fiducia è d'obbligo e resa ancor più forte dagli arrivi del bomber Riccardo Belluomini (che si infortunerà presto e di fatto non scenderà quasi mai in campo) e del fantasista Massimo Campo. Ma il campionato racconterà tutta un'altra storia, con i rossoblù che chiudono il girone d'andata a 18 punti e assistono all'inconsueta decisione della dirigenza di esonerare Castellucci alla vigilia di Natale, con Agatino Cuttone chiamato al suo posto. La mossa, almeno sul campo, sortisce l'effetto sperato e non a caso nel girone di ritorno la squadra raccoglie 25 punti, ottenendo la salvezza sul filo di lana ma chiudendo a soli 5 punti dai play-off.
In estate, però, si assiste a un piccolo ribaltone: Marco Fioriti diventa presidente, mentre Frasca passa la mano a Nario Cardini, ex DS della Sansovino, protagonista poche settimane prima di un vivace battibecco al termine di una gara con Agatino Cuttone. E non a caso il feeling tra i due non sboccia, nemmeno dopo il fulminante avvio di campionato che spedisce il Gubbio in vetta dopo 8 giornate con 14 punti, grazie anche a 4 successi casalinghi. Ma il pessimo ruolino in trasferta alla lunga condiziona gli eugubini, e la caduta interna di dicembre con il Boca San Lazzaro costa la panchina a Cuttone. Al suo posto arriva Alessio De Petrillo che vince all'esordio a Bellaria ma non riesce a ottenere un effetto di lunga durata, tanto che la salvezza giunge ad appena 90' dal termine del campionato.
Così in estate, inevitabilmente, è tempo di cambiare di nuovo progetto. E l'uomo chiamato a risollevare le sorti del Gubbio è Alvaro Arcipreti, stimato direttore sportivo umbro, che per prima cosa rivoluziona la rosa cedendo 17 giocatori (tra cui le bandiere Giacometti e Lazzoni) acquistandone 15 (i più importanti sono Sandro Tatomir, Rocco Placentino, Simone Farina e Alessandro Corallo). In panchina arriva a sorpresa Raimondo Marino, ma a sorprendere negativamente è il disastroso avvio di stagione: il Gubbio perde le prime tre gare di campionato senza riuscire nemmeno a segnare un gol, e a metà settembre già tutto lo staff tecnico (compreso Arcipreti) rassegna le dimissioni. La società, in evidente difficoltà, richiama in panchina Alessandrini e a novembre affida la poltrona di diesse all'ex difensore Marco Bignone. In campionato, dopo essersi ritrovata con due soli punti dopo 6 gare, la squadra lentamente riacquista fiducia, anche grazie a qualche volto nuovo (tra gli altri Matteo Anania) che contribuisce alla risalita. Nel girone di ritorno il trend migliora a vista d'occhio e con tre successi nelle ultime tre giornate (contro Castelnuovo, Bassano e Viterbese) i rossoblù strappano il pass per la salvezza diretta, con Corallo capocannoniere con 15 reti.

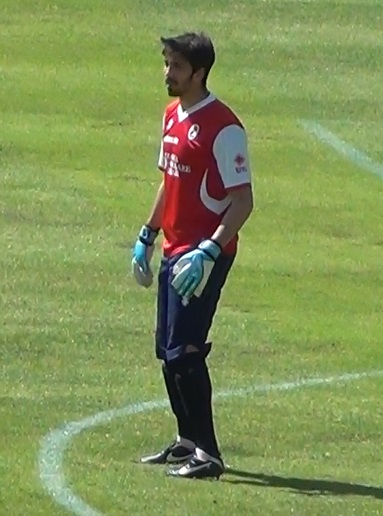
Il portiere Eugenio Lamanna, protagonista nel biennio 2009/2011 segnato dalla doppia promozione.

Bignone in estate prova a dare un volto nuovo alla squadra, chiamando in panchina Loris Beoni e avviando un nuovo rimpasto di giocatori (arrivano tra gli altri Cristiano Caleri, Daniele Bazzoffia, Omar Martinetti, Filippo Borgogni e Marco Briganti). In campionato però la squadra dimostra di essere inarrestabile in casa ma fragile e incapace di vincere in trasferta, e questa discontinuità alla lunga viene pagata a caro prezzo. A dicembre, tra l'altro, Bignone viene contattato dal Perugia e la dirigenza, un po' a sorpresa, lo lascia andare. A gennaio viene promosso dal settore giovanile Stefano Giammarioli nel ruolo di direttore sportivo, e nel mercato invernale a Gubbio arriva Marco Agostinelli, bomber che lascia subito il segno. Ma dopo un pareggio con il Rovigo e la squadra a un punto dai play-off il tecnico Beoni viene esonerato. Al suo posto arriva nientemeno che Gigi Simoni nel ruolo di direttore tecnico, affiancato sul campo dal tecnico della Berretti Riccardo Tumiatti. L'esordio della nuova coppia è vincente (3-2 in rimonta a San Marino), ma col tempo il gruppo perde smalto e saluta i play-off, chiudendo mestamente a ben 11 punti dai play-off. Simoni medita l'addio, anche a causa di qualche frizione con l'ambiente, ma poi ci ripensa e resta in carica.

#### L'approdo in Prima Divisione
Nell'estate del 2009, Luigi Simoni per la panchina sceglie un uomo fidato e chiama a sé Vincenzo Torrente, ormai voglioso di confrontarsi nel calcio professionistico dopo una lunga trafila come allenatore nelle giovanili del Genoa. Anche la squadra presenta molte novità: arrivano tra gli altri Alessandro Marotta, Giacomo Casoli, Eugenio Lamanna, Rodrigue Boisfer, Gonzales Kiese Rivaldo e Max Taddei, a fronte di numerose partenze. Sin dalle prime gare del pre-campionato si capisce che la musica rispetto al passato è differente, e non a caso la squadra si qualifica agevolmente per la fase ad eliminazione diretta della Coppa Italia di Lega Pro. In campionato, invece, la macchina s'inceppa e nelle prime 4 gare casalinghe arriva la miseria di un punto. Al bel gioco non corrispondono i risultati, ma col passare delle domeniche il Gubbio prende coscienza dei propri mezzi e trova il modo di risalire posizioni, anche se in cima la capolista Lucchese ha già preso il largo. Trascinata dai gol di Marotta, la squadra a novembre aggancia il treno play-off, pur dovendo fare a meno di Corallo che chiude la sua stagione anzitempo per via di un cavernoma.
Anche in Coppa l'avventura prosegue, con la conquista della semifinale contro il Cosenza. A gennaio Giammarioli mette a segno un altro colpo importante, prelevando Juan Ignacio Gomez Taleb dal Verona, e non a caso la squadra dopo la sosta natalizia mostra il miglior lato di sé, conquistando punti pesantissimi. Il giocattolo però s'inceppa tra febbraio e marzo, quando il Gubbio esce dalla Coppa e perde terreno in campionato, uscendo dalla zona play-off. L'effetto della crisi sembra attanagliare irrimediabilmente gli eugubini, ma da aprile la musica cambia di nuovo grazie ad un finale di stagione a rotta di collo, con tre vittorie contro Giacomense, Prato e Poggibonsi, il pass per gli spareggi promozione è realtà, con la squadra che chiude la stagione regolare al terzo posto. Nei play-off il primo ostacolo si chiama Fano, ma il 2-1 esterno della gara d'andata (autorete di Cacioli e gol di Casoli) vale già come un'ipoteca sulla conquista della finale, certificata da un altro 2-1 nella gara di ritorno (reti di Casoli e Gomez).
Contro il San Marino il Gubbio deve vincere almeno una delle due sfide, e la strada viene subito spianata dal 2-0 con il quale Rivaldo e Gomez firmano un importantissimo successo nella gara d'andata, con Lamanna che a 2' dalla fine respinge un rigore di Grassi. Al ritorno all'Olimpico di Serravalle, davanti a quasi 3.000 eugubini, un rigore di Marotta e l'ennesimo acuto di Casoli valgono il 2-0 che spedisce il Gubbio per la prima volta nella sua storia in Prima Divisione.

### Anni 2010

#### La Serie B dopo 63 anni
A.S. Gubbio 1910 2010-2011
- Portieri: Eugenio Lamanna, Marco Farabbi.
- Difensori: Raffaele Alcibiade, Giovanni Bartolucci, Martino Borghese, Marco Briganti, Gaetano Capogrosso, Antonio Caracciolo, Simone Farina, Mattia Montefusco, Mattia Urbani.
- Centrocampisti: Rodrigue Boisfer, Emanuele Gaggiotti, Giuseppe Nazzani, Mattia Perelli, Silvano Raggio Garibaldi, Alessandro Sandreani, Sergiu Suciu.
- Attaccanti: Daniele Bazzoffia, Ayub Daud, Alfredo Donnarumma, Cristian Galano, Juan Gómez Taleb, Emanuele Testardi.

- Allenatore: Vincenzo Torrente.
- Direttore tecnico: Luigi Simoni.
- Direttore sportivo: Stefano Giammarioli.
- Presidente: Marco Fioriti.

Nell'estate del 2010 la squadra si prepara ad affrontare il suo primo campionato in Prima Divisione. Tra i nuovi arrivi ecco i volti di Emanuele Testardi, Cristian Galano, Alfredo Donnarumma, Martino Borghese, Giovanni Bartolucci, Gaetano Capogrosso e i ritorni di Silvano Raggio Garibaldi e Daniele Bazzoffia. La squadra, sempre affidata a Torrente, è stata inserita nel girone A assieme alle squadre del Nord, con l'unica eccezione di Salernitana, Sorrento e Paganese.
Dopo una partenza negativa (sconfitta 5-1 a Cremona), la squadra inizia a crescere, anche se deve affrontare momenti molto delicati sia in campo che fuori, vedi l'aggressione subita dal portiere Eugenio Lamanna dopo la gara di Alessandria del 26 settembre (resterà fuori per 5 giornate). Nonostante ciò il Gubbio dimostra di prendere ben presto confidenza con la nuova categoria tanto da conquistare la vetta nel recupero della 15ª giornata, battendo in casa per 1-0 l'ex capolista Sorrento con un rigore di Juanito Gomez. Da quel momento in poi i rossoblù non abbandonano più la vetta, conquistando il titolo di campioni d'inverno ed ottenendo 8 vittorie consecutive. A gennaio la società viene penalizzata di un punto per un'irregolarità riguardo alla posizione del delegato e del vice-delegato alla sicurezza, ma nonostante ciò il vantaggio sul Sorrento aumenta progressivamente ed arriva a toccare quota 10 punti, riducendosi poi ad 8 lunghezze alla vigilia della seconda sosta imposta dal calendario. Il 12 aprile 2011 il Gubbio possiede un margine rassicurante (9 punti complessivi) di vantaggio sulla seconda in classifica, rimasta il Sorrento. Dopo questo risultato, il Gubbio pareggia in trasferta in rimonta ed in inferiorità numerica a Pavia e il sabato successivo, nel turno pasquale, vince in casa contro il Lumezzane, con una rete al 76' minuto di Ayub Daud.
Prima Divisione 2010-2011
Gubbio, 8 maggio 2011, Stadio Pietro Barbetti

Girone A – 33ª giornata

  Gubbio - Paganese 

3 – 1

- Gubbio: Lamanna, Bartolucci, Alcibiade, Boisfer, Caracciolo, Briganti, Galano (60' Montefusco), Sandreani, Gomez, Raggio Garibaldi (87' Nazzani), Daud (75' Bazzoffia).
- Allenatore: Vincenzo Torrente.

- Paganese: Ginestra, Imparato, Radi, Casisa, Fusco, Urbano (46' Ingrosso), Di Pasquale (46' Macrì), Liccardo, Ferraro, Lepore (46' Cortese), Tortori.
- Allenatore: Ezio Capuano.

- Arbitro: Barbeno (Brescia).
- Marcatori:  33’ Boisfer (G),  34’ Gomez (G),  80’ (rig.) Ferraro (P),  90+1’ (rig.) Gomez (G).
- Ammoniti: Radi, Tortori, Fusco, Casisa (P).
- Espulsi: 81' DS Giammarioli (G), 91' Fusco (P).
- Spettatori: 4 200[3]

Nel turno successivo arriva la sconfitta per 2-1 nello scontro diretto con il Sorrento, al termine di una partita molto combattuta ed equilibrata. Tuttavia la festa promozione è rimandata appena di una settimana: l'8 maggio 2011 il Gubbio, grazie alla netta affermazione sulla Paganese davanti ad oltre cinquemila tifosi entusiasti, raggiunge lo storico traguardo del ritorno in Serie B. Ininfluente si rivela la sconfitta del Sorrento a La Spezia per 2-1. Il 3-1 finale (rete di Boisfer e doppietta di Gomez) consente al club umbro di riportare l'Umbria nel campionato cadetto, dal quale mancava da 5 stagioni (l'ultima fu la Ternana nel campionato 2005-2006) e di ritrovare la B dopo l'unica parentesi datata 1947-1948, quando ancora il torneo era diviso in tre raggruppamenti.

#### L'effimera stagione in cadetteria
Il 15 giugno 2011 l'artefice della rinascita del Gubbio Vincenzo Torrente lascia la squadra e si accasa al Bari appena retrocesso in Serie B. Alla guida della squadra, dopo una lunga e infruttuosa trattativa con Rolando Maran, viene nominato Fabio Pecchia alla prima vera esperienza in panchina, avendo ricoperto precedentemente solo il ruolo di vice nel Foggia.
La stagione in Serie B non inizia nei migliori modi, quattro sconfitte nelle prime quattro partite, con la prima vittoria che arriva contro la Nocerina solo il 9 ottobre. Invece in Coppa Italia il Gubbio si spinge fino ai sedicesimi di finale dopo aver battuto il Benevento e l'Atalanta. Il 16 ottobre, dopo la sconfitta con il Crotone, Fabio Pecchia viene esonerato, dopo aver raccolto solo 7 punti in dieci partite. Il 18 ottobre la dirigenza umbra affida la panchina proprio a Simoni (in un primo tempo restio) per il posticipo interno del 24 ottobre contro il Torino, che viene sconfitto per 1-0. Simoni viene poi confermato per tutta la stagione. Il 10 marzo 2012 a seguito della sconfitta esterna per 2-1 contro la Nocerina ultima in classifica, viene esonerato Carlo Tebi dall'incarico di vice allenatore, il giorno seguente viene chiamato a ricoprire tale carica Marco Alessandrini. Il 20 marzo 2012 precisamente dopo la 31ª giornata Simoni ritorna ad essere direttore tecnico lasciando l'incarico di allenatore proprio ad Alessandrini. Dopo sole due giornate di campionato, domenica 1º aprile 2012 Alessandrini viene esonerato e per ricoprire il ruolo di allenatore viene chiamato Luigi Apolloni. Il 20 aprile del 2012 nella 36ª giornata arriva la prima vittoria esterna contro il Sassuolo per 2 a 0 con gol di Mattia Graffiedi e Tomás Guzmán. Il 12 maggio 2012 il Gubbio dopo la sconfitta col Padova per 3-0 retrocede in Prima Divisione.

#### Lega Pro, caduta in D e ritorno in terza serie
Il 26 maggio 2012 la società comunica di aver concluso in comune accordo il rapporto professionale con il direttore tecnico Luigi Simoni dopo più di tre anni. La stagione 2012-2013 comincia con gli arrivi di molti giovani (cosa che da anni caratterizza la squadra), che affiancheranno alcune nuove scommesse come Radi, Palermo, Gălăbinov e Caccavallo. Il campionato comincia in modo inaspettato con il Gubbio che dopo le prime dieci giornate si trova sorprendentemente nelle zone di alta classifica. Questa stagione vede i tifosi rossoblù ritrovare il derby con il Perugia, che mancava in campionato dal 1988, che però vedrà i biancorossi trionfare sia all'andata (2-0) che al ritorno (2-3). Il Gubbio trova un momento di crisi nel periodo di dicembre-gennaio dove colleziona appena un punto in sette partite, cosa che lo porterà inevitabilmente a lottare per non retrocedere nella parte medio-bassa della classifica. La salvezza viene ottenuta il 5 maggio con una partita di anticipo rispetto alla fine del campionato, cogliendo la vittoria in trasferta contro l'Andria per 1-2 con i gol di Malaccari e Bazzoffia. Con la squadra già salva, nell'ultima partita di campionato contro il Catanzaro il capitano Alessandro Sandreani ha fatto la sua ultima presenza, dato l'annunciato ritiro dal mondo del calcio dopo undici anni passati nelle file della squadra eugubina, con 367 presenze di cui 336 in campionato; in estate all'ex giocatore viene assegnato l'incarico di coordinatore tecnico, entrando quindi a far parte della dirigenza rossoblù.
Il 30 maggio 2013 viene stipulato un accordo biennale di affiliazione (poi sciolto nel 2014) tra le società di Gubbio e Parma, che prevede il prestito di giovani giocatori emiliani in Umbria, ed il contemporaneo utilizzo delle giovanili eugubine come secondo vivaio della società parmigiana; questo progetto è il primo del genere in Italia, col Gubbio che gioca il ruolo di squadra-satellite dei ducali: l'accordo prevede anche la scelta comune dello staff tecnico, ed infatti il 12 luglio seguente Cristian Bucchi subentra come allenatore al posto dell'esonerato Andrea Sottil. Quasi tutto il mercato rossoblù estivo è legato alla società emiliana, dalla quale arrivano molti giocatori in prestito tra i quali Pisseri, Ferrari, Giallombardo, Baccolo, Di Francesco, Moroni, Sandomenico, Russo, Caccavallo, Cocuzza e Falconieri. A causa del turno di riposo effettuato nella prima giornata, necessario dato il numero dispari delle squadre nel girone B della Lega Pro Prima Divisione 2013-2014, il campionato del Gubbio comincia dalla seconda giornata, rinnovando subito il derby umbro al Curi con il Perugia nel quale gli eugubini perdono però per 1-2 (continuando la serie negativa con i biancorossi dopo la doppia sconfitta dell'anno passato). Il campionato, a differenza del precedente, inizia a ritmo molto lento per i rossoblù, che trovano la prima vittoria solo alla nona giornata, con l'1-0 casalingo al Pisa grazie al gol di Giuseppe Caccavallo: il nuovo torneo di Prima Divisione, per via d'una riforma dei campionati, in quest'annata non prevede retrocessioni e anzi estende l'ampiezza della zona play-off; ciò nonostante il Gubbio non riesce mai a raggiungerla per tutto il girone d'andata, viaggiando fin dai primi turni nella seconda parte della classifica. Lo 0-5 subito nel derby di ritorno coi perugini è fatale al tecnico Bucchi, che il 15 gennaio 2014 viene sollevato dall'incarico e sostituito con Giorgio Roselli.
Nella stagione 2014-2015 il Gubbio partecipa al decimo campionato di terza serie della sua storia, nella nuova Lega Pro. Dopo un buon girone d'andata, la formazione eugubina accusa una forte flessione nel girone di ritorno e il 2 maggio 2015 il tecnico Acori viene esonerato e sostituito dal vice Marco Bonura. Al termine del campionato la squadra eugubina si classifica al sedicesimo posto, ed è costretta ai play-out. Nel doppio confronto con il Savona il Gubbio perde nella gara di andata per 2-1 in terra ligure e pareggia al ritorno in casa per 1-1, retrocedendo dunque in Serie D.
Nel 2015-2016, dopo un inizio difficile, il Gubbio recupera in classifica sulla capolista Gavorrano, riuscendo a scavalcarlo nella seconda metà del girone di ritorno e a tornare in Lega Pro dopo solo un anno. Con la vittoria del campionato, i rossoblù partecipano anche alla Poule Scudetto di Serie D: dopo aver eliminato Parma e Sambenedettese nel girone preliminare, gli umbri cedono in semifinale al Piacenza.
Nella stagione 2016-2017 gli umbri, da neopromossi, si piazzano sesti in campionato, accedendo ai play-off. Qui vengono eliminati al primo turno dalla Sambenedettese, vittoriosa al Barbetti per 3-1. Nel campionato successivo, appena rinominato Serie C gli eugubini terminano la stagione in 15ª posizione e con un solo punto di vantaggio sulla zona play-out. Nell'annata successiva la squadra conquista la salvezza piazzandosi al 12º posto.